# 294 km (obwód moskiewski)
294 km (ros. 294 км) – przystanek kolejowy przy bazie wojskowej Czechow-2, w rejonie czechowskim, w obwodzie moskiewskim, w Rosji. Położony jest na Wielkim Pierścieniu Kolei Moskiewskiej.